# Fiksdal
Fiksdal (eller Fiksdalen) är en tätort och kyrkby i Vestnes kommun i Møre og Romsdal fylke i västra Norge. Orten ligger där fylkesväg 5970 möter fylkesväg 661, på västra sidan av Tomrefjorden. Här finns Fiksdals kyrka.

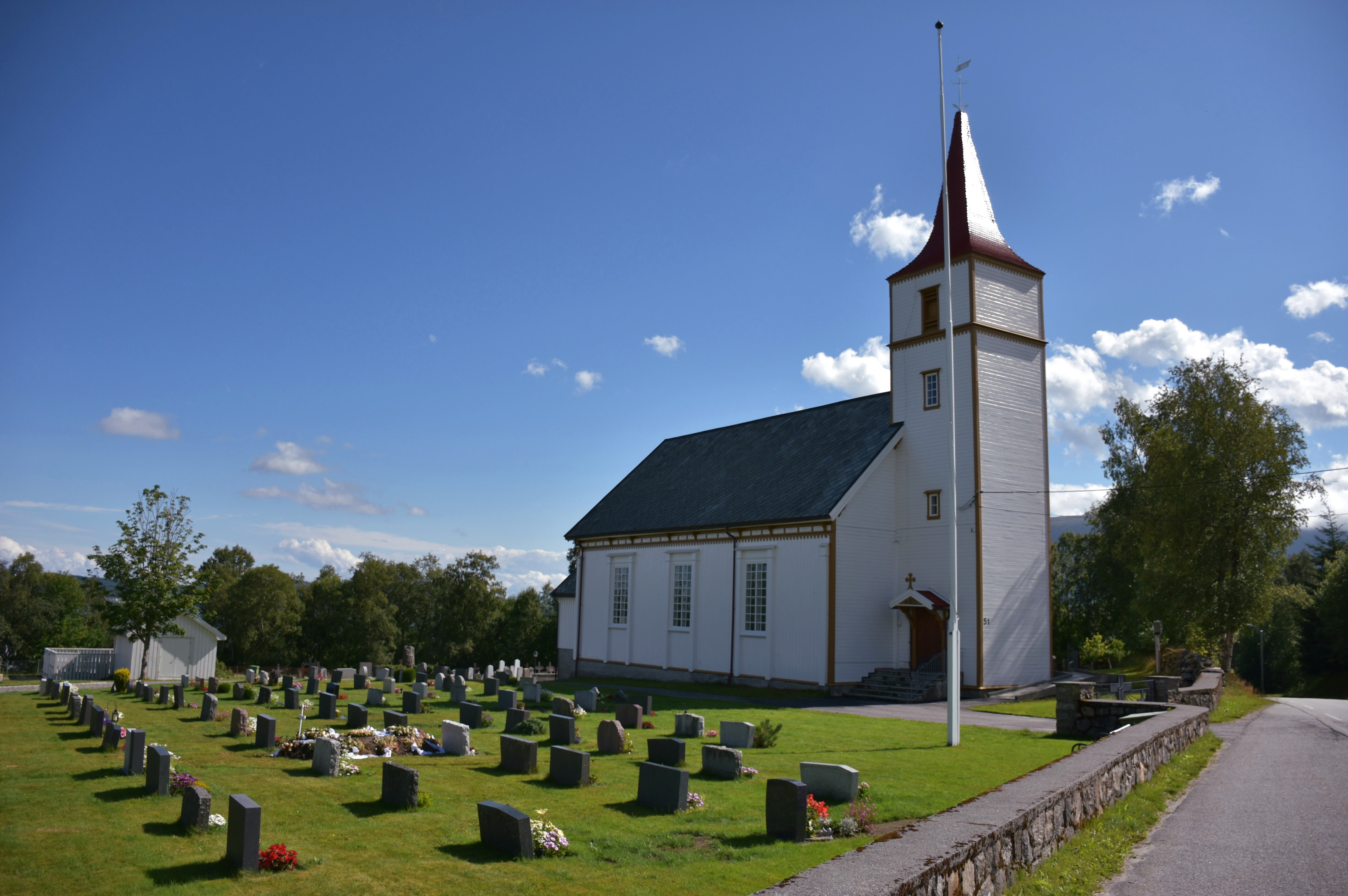
Fiksdals kyrka.